# Principi Apostolorum Petro
 Principi Apostolorum Petro  è un'enciclica di papa Benedetto XV, datata 5 ottobre 1920, dedicata alla figura di Sant'Efrem il Siro. Con quest'enciclica a sant'Efrem il Siro viene riconosciuto il titolo di Dottore della Chiesa.